# O Homem Disfarçado
O Homem Disfarçado é um romance de Fernando Namora de 1957.
Publicado pela primeira vez em 1957, O Homem Disfarçado, decerto a obra máxima do autor conheceu várias edições. Basta esse facto para dizer da receptividade da obra junto ao público.

## Enredo
O enredo gira em torno do seguinte: João Eduardo, médico da província, alcança em Lisboa, através duma série de manobras comprometedoras, grande fama e riqueza. Mas ao mesmo tempo,que progride profissionalmente, vai-se desintegrando por dentro, mercê duma esposa frágil e das concessões que se vê compelido a fazer. O desmoronamento de sua vida culmina com a morte de Jaime, seu velho amigo.